# Boliche nos Jogos Pan-Americanos de 2007 - Duplas masculinas
O evento de duplas masculinas do boliche nos Jogos Pan-Americanos de 2007 foi disputado no Centro de Boliche Barra com 32 atletas de 16 países no Rio de Janeiro.

## Medalhistas
| Ouro   | USA Cassidy Schaub e Rhino Page       |
| Prata  | BRA Fábio Rezende e Rodrigo Hermes    |
| Bronze | DOM Rolando Sebelen e Víctor Richards |

## Resultados
| Pos.              | Atletas                          | CON                      | G1      | G2      | G3      | G4      | G5      | G6      | G7      | G8      | G9      | G10     | G11     | G12     | Tot.      | Grand Total |
| ----------------- | -------------------------------- | ------------------------ | ------- | ------- | ------- | ------- | ------- | ------- | ------- | ------- | ------- | ------- | ------- | ------- | --------- | ----------- |
| Medalha de ouro   | Cassidy Schaub Rhino Page        | USA Estados Unidos       | 244 201 | 232 269 | 212 228 | 189 233 | 182 232 | 213 183 | 246 259 | 197 269 | 217 201 | 217 200 | 188 225 | 176 247 | 2513 2747 | 5260        |
| Medalha de prata  | Fábio Rezende Rodrigo Hermes     | BRA Brasil               | 193 188 | 237 204 | 195 266 | 201 206 | 190 246 | 235 191 | 225 195 | 222 181 | 227 224 | 206 210 | 231 259 | 222 188 | 2584 2518 | 5102        |
| Medalha de bronze | Víctor Richards Rolando Sebelen  | DOM República Dominicana | 202 221 | 199 276 | 227 197 | 177 174 | 165 201 | 177 202 | 220 227 | 215 236 | 215 214 | 225 233 | 222 180 | 164 279 | 2408 2640 | 5048        |
| 4                 | Frankie Colón Luis Rodríguez     | PUR Porto Rico           | 188 237 | 226 187 | 217 211 | 191 197 | 232 216 | 213 191 | 172 224 | 203 227 | 239 201 | 247 200 | 185 200 | 208 235 | 2521 2526 | 5047        |
| 5                 | Lucas Legnani Ricardo Dallarosa  | ARG Argentina            | 279 206 | 189 218 | 179 168 | 259 192 | 200 190 | 169 159 | 209 190 | 213 226 | 235 232 | 195 225 | 228 212 | 196 207 | 2551 2425 | 4976        |
| 6                 | Alejandro Cruz Daniel Falconi    | MEX México               | 257 208 | 213 214 | 213 181 | 210 227 | 202 201 | 200 195 | 177 204 | 144 220 | 213 224 | 210 177 | 216 227 | 203 226 | 2458 2504 | 4962        |
| 7                 | Arturo Hernández Raindey Chávez  | VEN Venezuela            | 186 192 | 191 150 | 238 235 | 244 212 | 236 215 | 169 191 | 202 229 | 193 164 | 237 191 | 186 213 | 196 235 | 187 244 | 2465 2471 | 4936        |
| 8                 | Andrés Herrera Jorge Valdes      | GUA Guatemala            | 203 193 | 203 236 | 182 195 | 204 193 | 248 253 | 178 209 | 211 206 | 174 215 | 224 231 | 194 160 | 238 188 | 140 203 | 2399 2482 | 4881        |
| 9                 | Jorge Otalora Davis Romero       | COL Colômbia             | 228 224 | 200 179 | 157 192 | 195 194 | 205 202 | 221 193 | 161 265 | 193 199 | 153 227 | 217 220 | 200 206 | 202 221 | 2332 2522 | 4854        |
| 10                | Harold Galmez Adrián Reyes       | CHI Chile                | 204 204 | 182 160 | 277 244 | 191 191 | 235 167 | 247 160 | 215 171 | 232 136 | 203 144 | 194 199 | 215 158 | 236 203 | 2631 2097 | 4728        |
| 11                | Alejandro Reyna Marvin Murillo   | CRC Costa Rica           | 218 189 | 205 192 | 212 169 | 179 199 | 215 194 | 175 181 | 235 179 | 213 159 | 238 151 | 223 153 | 229 182 | 227 204 | 2569 2152 | 4721        |
| 12                | Darren Klassen Jason Kovack      | CAN Canadá               | 154 190 | 213 171 | 193 191 | 196 189 | 211 233 | 167 203 | 211 236 | 177 226 | 226 213 | 171 184 | 188 191 | 154 201 | 2261 2428 | 4689        |
| 13                | Becquer Barriga Diogenes Saverio | ECU Equador              | 223 195 | 192 163 | 168 169 | 183 226 | 183 175 | 215 165 | 188 202 | 156 211 | 189 233 | 182 178 | 154 188 | 181 192 | 2214 2297 | 4511        |
| 14                | Francisco Sánchez Juan Merlos    | ESA El Salvador          | 181 205 | 166 213 | 180 182 | 172 177 | 202 198 | 184 172 | 198 209 | 181 203 | 193 167 | 131 182 | 200 174 | 190 199 | 2178 2281 | 4459        |
| 15                | Clarence Wallace Lenford Powell  | BAH Bahamas              | 190 174 | 170 164 | 213 182 | 192 167 | 186 204 | 156 191 | 157 163 | 170 193 | 186 163 | 194 226 | 174 212 | 208 187 | 2193 2256 | 4449        |
| 16                | David Maycock Kevin Swan         | BER Bermudas             | 188 235 | 198 171 | 165 201 | 234 208 | 169 149 | 169 168 | 196 178 | 203 169 | 166 167 | 204 163 | 166 200 | 225 142 | 2283 2151 | 4434        |